# Neusiedl am See
Neusiedl am See (slovakiska: Nezider, ungerska: Nezsider, kroatiska: Nuizal) är en stad i det österrikiska förbundslandet Burgenland. Kommunen har 8 945 invånare (2024). Neusiedl am See är huvudort i distriktet med samma namn. Staden ligger på norra sidan av Neusiedlersjön och är ett viktigt turistcentrum.

## Historia
Neusiedl am See som tillhörde Ungern fram till 1921 omnämndes för första gången 1282. Redan innan fanns där en ort med namnet villa Sumbotheil (omnämnd 1209) som förstördes av mongolerna. 1517 blev Neusiedl köping. 1683 när den osmanska hären tågade mot Wien härjades Neusiedl. Bara 25 år senare skövlades staden igen, den här gången av ungerska frihetskämpar. 
1921 kom Neusiedl am See genom freden i Saint Germain att tillfalla Österrike. 1926 upphöjdes Neusiedl till stad. 

## Stadsbild
Neusiedl am See är i stort sett en modern stad. Sevärda äldre byggnader är stadskyrkan, kolonnerna (som t.ex. Kristuskolonnen från 1609, Trefaldighetskolonnen från 1713 och Florianuskolonen från 1745) samt ruinen efter vakttornet Tabor på en kulle.

## Museer
- Sjömuseet ger en överblick över regionens flora och fauna.
- Det pannoniska museet visar kulturhistoriska objekt från regionen. Museet har även en friluftsavdelning.

## Näringsliv
Huvudnäringar är turism och vinproduktion. Därtill är Neusiedl som distriktshuvudort även en serviceort för regionen. Lite utanför staden vid motorvägen grundades på 1990-talet en industripark med ett teknologicentrum.

## Kommunikationer
Neusiedl am See ligger vid motorvägen A 4 från Wien till Ungern. 2005 började bygget av motorvägsförbindelsen Neusiedl am See (A4) – Bratislava.
Neusiedl am See är även ändstation för en pendeltågslinje från Wien. 

## Idrott
I Neusiedl am See ligger ett riksidrottscentrum för segling.

## Vänorter
- Deggendorf, (Tyskland)